# Ensemble Elyma
L’Ensemble Elyma est un ensemble vocal et instrumental spécialisé dans l'interprétation de la musique renaissance et baroque, fondé à Genève en 1981 par Gabriel Garrido. 

## Histoire
L'ensemble est connu principalement par ses interprétations de la musique italienne de la fin du XVIe siècle et du début du XVIIe siècle, principalement du compositeur Claudio Monteverdi, auquel ils ont consacré de nombreux enregistrements. Ils ont redécouvert également nombre d'œuvres du baroque latino-américain de compositeurs tels que Domenico Zipoli, Manuel de Sumaya, Juan de Araujo ou Tomás de Torrejón y Velasco.
Initialement, l'Ensemble Elyma s'est fait connaître par ses interprétations du répertoire de la flûte douce. Le livret de présentation des Vespres de San Ignacio précise que le terme Elyma provient de Sophocle qui désignait ainsi la flûte de buis et plus généralement une plante dont la tige servait à la fabrication des flûtes, puis par métonymie la flûte elle-même. Ensuite, ils ont incorporé au groupe de nouveaux membres, avec lesquels ils ont abordé un répertoire plus ample.
Au fil du temps, ils ont obtenu de nombreux prix, tels des Diapasons d'Or, « 10 » de Répertoire et « Choc » du Monde de la Musique, etc.

## Discographie
L'Ensemble Elyma a d'abord enregistré pour les maisons de disques Tactus et Sinfonia, puis à partir de 1992, pour le label K617.
- 1991 - Sigismondo d'India, Arie, madrigali et baletti. Tactus 580401. (Fiche sur medieval.org)
- 1992 - Il secolo D'Or du nuovo mondo. Œuvres de Salazar, Fernández, Araujo, Hidalgo, Peñalosa, Franco, Ávila, Padilla, Gonzales, Torrejón. Sinfonia 91105. (Fiche sur medieval.org)
- 1992 - De l'Altiplano à l'Amazonie. Lima, L'Argent, Missions Jésuites (Les Chemins du Baroque, vol. 1). K617 025[2]. (Fiche sur medieval.org)
- 1992 - Domenico Zipoli: Vêpres de San Ignacio - Réductions jésuites de Chiquitos (Les Chemins du Baroque, vol. 4). K617 027[3]. (Fiche sur medieval.org)
- 1992 - Torrejon Et Velasco: Musique à l'ai Cité tu donnes Rois (Les Chemins du baroque, vol. 5). K617 035
- 1993 - Domenico Zipoli – L'Américain (Les Chemins du Baroque, vol. 6). K617 036. (Fiche sur medieval.org)
- 1993 - Domenico Zipoli – L'Européen (Les Chemins du Baroque, vol. 7). K617 037
- 1994 - Juan d'Araujo: L'Or et l'Argent du Haut Pérou (Les Chemins du Baroque, vol. 8). K617 038[4]. (Fiche sur medieval.org)
- 1994 - Bonaventura Rubino: Vespro per le Stellario della Beata Vergine (Les Chemins du Baroque). K617 050 (2 CD)[5]. (Fiche sur medieval.org)
- 1995 - Marco da Gagliano: La Daphné - Opéra Baroque. K617 058. (Fiche sur medieval.org)
- 1996 - Il combattimento di Tancredi e Clorinda et madrigaux de la Gerusalemmne liberata. Œuvres de S. Bernardi, Montevedi, S. D'India, F. Eredi, D. Mazzochi, B. Marini, À. Cifra. K617 076 (2 CD)
- 1996 - Musique baroque à La royale Audience de Mares. Œuvres d'Araujo, Ceruti, Durent de la Motta, Tardio et Guzman, Chavarria, Fleurs. K617 064. (Fiche sur medieval.org)
- 1996 - San Ignacio, L'Opéra perdu des missions jésuites de l'Amazonie. Domenico Zipoli, Martin Schmid et compositeurs indigènes anonymes. K617 065. (Fiche sur medieval.org)
- 1996 - Claudio Monteverdi: L'Orphée - Favola in musica. K617 203 (2 CD)[6]. (Fiche sur medieval.org)
- 1997 - Gerusalemme Liberata - Leur Larmes de Jérusalem autour du "Combatimento ai donné Tancredi et Clorinda". Claudio Monteverdi, De Wert, Sigismondo d'Indien, B. Marini, D Mazzochi. K617 076. (Fiche sur medieval.org)
- 1998 - Balet comique de la Royne. Baltazar De Beaujoyeulx - Musique de Lambert de Beaulieu. K617 080.
- 1998 - Les Vêpres Solennelles de Saint-Jean Baptiste. Roque Ceruti – Cathédrale de l'Argent (Sucre, Bolivie). K617 089
- 1998 - Claudio Monteverdi: Il ritorno d'Ulisse in patria. K617 091 (3 CD). (Fiche sur medieval.org)
- 1999 - Claudio Monteverdi: Vespro della Beata Vergine. Je joins avec Chœur Antonio Il Verso, Chœur Madrigalia et Les Sacqueboutiers de Toulouse. K617 100 (2 CD). (Fiche sur medieval.org)
- 2000 - Tomás de Torrejón y Velasco: La Púrpura de la Rosa (Le Chemins du baroque). K617 108 (2 CD)
- 2000 - Claudio Monteverdi: L'incoronazione di Poppea. K617 110 (3 CD). (Fiche sur medieval.org)
- 2001 - Le Phénix du Mexique. Villancicos de Sor Juana Inès de la Cruz. Mis en musique à Chuquisaca au XVIIIe siècle. K617 106
- 2001 - Mission. San Francisco Xavier. Opéra et Messe des Indiens. K617 111
- 2002 - Bonaventura Aliotti: Il Sansone. K617 133
- 2002 - Fête criolla. Il unit fête pour la Vierge de la Guadeloupe. K617 139
- 2003 - Le maître de danse et autres tonadillas. La musique dans les théâtres de Madrid au XVIIIe siècle. K617 151
- 2004 - Musique à la Cathédrale de Oaxaca. Gaspar Fernandes - Manuel de Sumaya. K617 156
- 2005 - Claudio Monteverdi: Selva Morale e Spirituale. Ambronay 001 (3 CD)
- 2006 - Corpus Christi à Cusco. K617  189

Albums conjoints avec d'autres ensembles :
- 2001 - Resonanzen 2001. Viva España ! ORF. "Edition Alte Musik" CD 281 (3 CD + CD (dts)). (Fiche sur medieval.org)